# 射速
射率（Rate of fire，简称RoF），又稱射擊率、射擊速率或射速，是武器在单位时间内能发射的弹数，其單位通常以「每分钟发射量」（rounds per minute，縮寫RPM）或「每秒鐘發射量」（rounds per second，縮寫RPS）來表示。

## 測量方式

### 循環速率
以槍械來看，射率是一分鐘之內可以循環幾次的槍枝動作，從給彈、裝填、閉鎖、擊發、開鎖、退殼、拋殼、待發這八個動作為一循環動作。RPM比較粗估，更精確一點可用RPS，也就是一個循環槍枝動作須要幾秒，例如M4卡賓槍是12.4RPS，從它的RPS看來就可以了解一秒鐘可以擊發12.4次，即循環一個槍枝動作約需要0.081秒。

### 有效速率
有效速率比循環速率加入了更多動作時間，例如裝填、照準、換管、冷卻的時間。